# Windé-Gnébé
Windé-Gnébé est une localité située dans le département de Bani de la province du Séno dans la région Sahel au Burkina Faso.